# Phantyna rita
Phantyna rita är en spindelart som först beskrevs av Willis J. Gertsch 1946.  Phantyna rita ingår i släktet Phantyna och familjen kardarspindlar. Inga underarter finns listade i Catalogue of Life.